# Domingo Sangriento (1920)

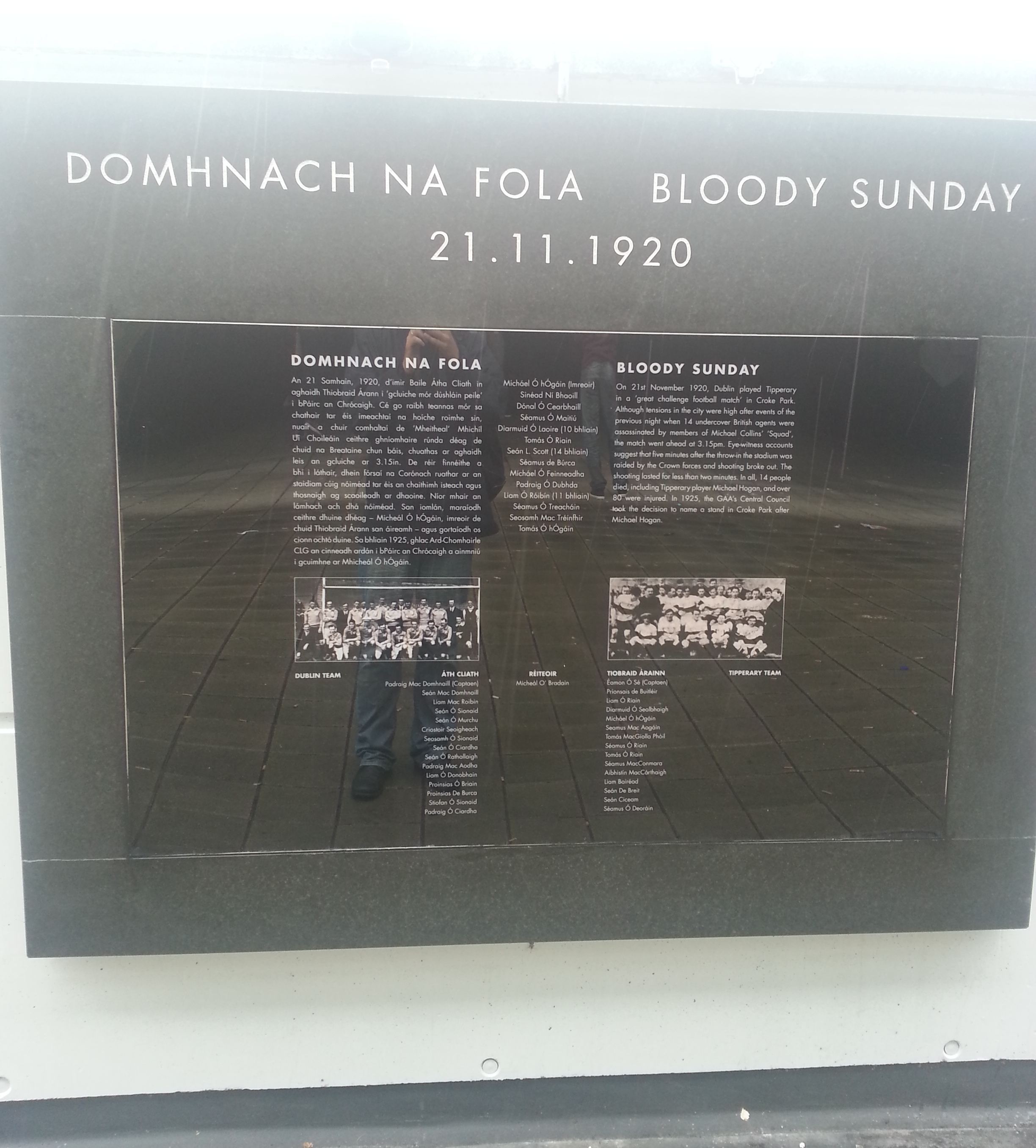
Placa conmemorativa del Domingo Sangriento en Croke Park, Dublín

El Domingo Sangriento alude a la masacre producida el 21 de noviembre de 1920 en un partido de fútbol gaélico en Croke Park, Dublín.

## Antecedentes
El Domingo Sangriento tuvo sus orígenes en la Guerra Irlandesa de la Independencia (1919-1921) a la que siguió la declaración de independencia de la República Irlandesa y su parlamento, el Dáil Éireann. Las fuerzas armadas de la república, el antiguo Ejército Republicano Irlandés (IRA, Irish Republican Army), inició una guerra de guerrillas contra la policía británica (Royal Irish Constabulary, RIC), sus organizaciones auxiliares y el Ejército Británico, quienes tenían la determinación de acabar con el separatismo irlandés. El Gobierno Británico respondió formando a sus propias fuerzas paramilitares, los Black and Tans (sobrenombre surgido por la mezcolanza de uniformes), y la División Auxiliar (en inglés, Auxiliary Division, también conocidos como los Auxiliaries o Auxies). El comportamiento de ambos grupos fue muy polémico por su brutalidad y violencia, no sólo contra los sospechosos de pertenecer al IRA o los prisioneros, sino contra todos los irlandeses en general. La División Auxiliar fue la responsable de la masacre del Domingo Sangriento.

## Domingo Sangriento
El 21 de noviembre de 1920, el ministro irlandés de Finanzas y la cabeza del IRB (Hermandad Republicana Irlandesa), Michael Collins, ordenaron el asesinato de todos los miembros de La Patrulla de El Cairo (The Cairo Gang), dieciocho altos cargos del Servicio de Inteligencia Británica enviados para infiltrarse y subvertir a organizaciones nacionalistas irlandesas. Esa mañana temprano, once de los dieciocho integrantes de la patrulla murieron a manos del Escuadrón de Collins — un par de ellos en sus propias casas, y en algunos casos incluso en presencia de sus familias. Dos auxiliares también fueron asesinados mientras el escuadrón les hacía escapar. Esta acción trastocó gravemente la Inteligencia Británica en Irlanda, provocando que el resto de la patrulla y algunos otros espías huyeran al castillo de Dublín, y una gran consternación en la administración británica.
Estaba previsto que el equipo de Dublín de fútbol gaélico jugase un partido contra el equipo de Tipperary más tarde, el mismo día, en Croke Park, el estadio de fútbol más grande de la GAA (Gaelic Athletic Association o Asociación Atlética Gaélica). Uno de los auxiliares británicos involucrado en el Domingo Sangriento recordaba que lanzaron una moneda al aire para decidir si irían a hacer la masacre en Croke Park o a saquear la calle Sackville (la calle principal de Dublín, ahora llamada Calle O'Connell).
A pesar del malestar general en Dublín por la noticia de los asesinatos, la vida seguía adelante para este pueblo cansado de la guerra. Aproximadamente 10 000 espectadores fueron a Croke Park para ver el partido. Minutos antes de que empezara el encuentro un avión sobrevoló el estadio y se vio cómo una llamarada roja salía de la cabina del piloto. Los auxiliares invadieron el terreno de juego mientras un oficial encima del muro disparó una bala de su revólver. Empezaron a disparar a la gente desde el campo, mientras otro disparaba con una ametralladora desde la entrada. El gentío empezó a correr huyendo de los disparos. Dos jugadores de fútbol, Michel Hogan y Jim Egan, fueron disparados; Hogan murió a causa de las heridas. Un joven de Wexford (Irlanda) intentó susurrar un acta de arrepentimiento al moribundo Hogan pero también fue alcanzado. En total catorce personas murieron y 65 fueron heridas.
Entre las bajas se contó a Jeanni Boyle, que había ido al partido con su prometida y se tenía que casar cinco días después; y John Scott, que tenía catorce años, y que quedó tan mutilado que inicialmente se pensó que había sido atacado con una bayoneta. Las víctimas más jóvenes tenían 10 y 11 años.
Las acciones de los auxiliares, como muchas de sus acciones y las de Black and Tans, fueron "oficialmente" no autorizadas y fueron percibidas con horror público por las autoridades británicas del castillo de Dublín. En un esfuerzo para cubrir la fuente del comportamiento de las fuerzas de la Corona, fue lanzado un boletín de prensa que afirmaba:
Varios hombres vinieron a Dublín el sábado con la excusa de ir a un partido de fútbol entre Tipperary y Dublín. Pero sus intenciones reales eran de tomar parte en una serie de actos crueles que tomaron parte en Dublín esa mañana. Sabiendo el sábado que algunos de esos pistoleros estaban presentes en Croke Park, las fuerzas de la Corona fueron enviadas a invadir el campo. La intención original era que un oficial fuera al centro del terreno y hablando desde un megáfono, invitase a los asesinos a dar un paso al frente. Pero en su acercamiento, una avanzadilla armada dio la alarma. Se dispararon balas para avisar a los hombres requeridos, lo que causó una estampida y escaparon en la confusión.

## Castillo de Dublínbeige
El periódico The Times ridiculizó la versión de los eventos hecha por el castillo de Dublín, como también lo hizo una delegación del Partido Laborista Británico que visitaba Irlanda en ese momento.

## Secuelas

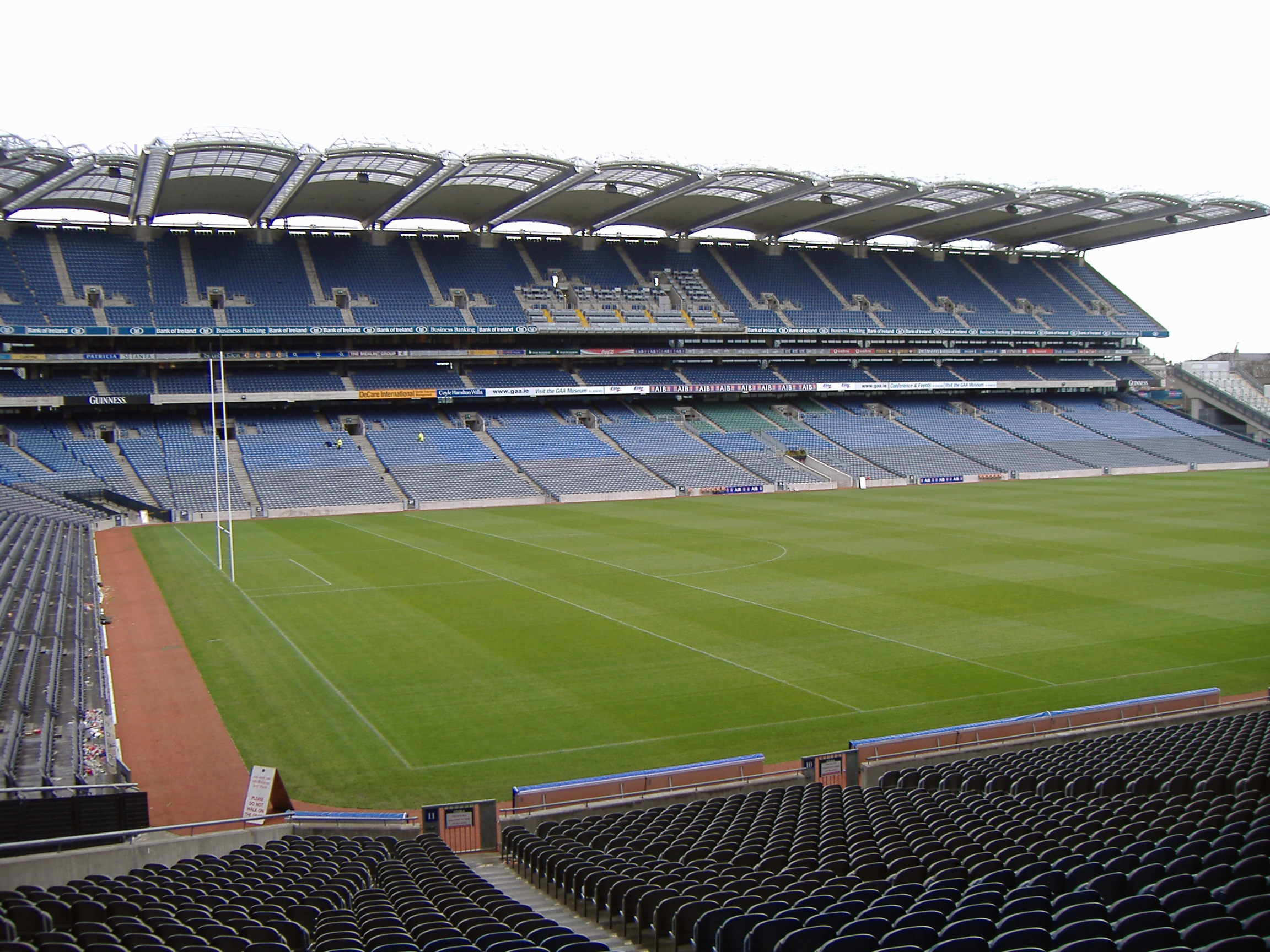
Estadio de Croke Park

El comportamiento de los auxiliares y de los Black and Tans durante la Guerra de la Independencia, la mayoría de las cuales fueron secretamente sancionadas y aprobadas, ayudó a enfrentar al pueblo irlandés contra la Corona británica. El rey y algunos políticos británicos expresaron sin tapujos su horror ante el comportamiento de las fuerzas de la Corona. El asesinato en masa de hombres, mujeres y niños, tanto espectadores como futbolistas, se convirtieron en titulares internacionales, dañando de esta manera la credibilidad británica.
Una combinación de la pérdida de la Patrulla de El Cairo, que destruyó la Inteligencia británica en Irlanda, y el desastre en las relaciones públicas resultante del Domingo Sangriento dañó seriamente el mandato británico en Irlanda y se incrementó el apoyo para un gobierno republicano bajo la guía de Éamon de Valera. Los eventos del Domingo Sangriento han sobrevivido en la memoria colectiva. La Asociación Atlética Gaélica nombró a una de sus gradas en Croke Park la Grada de Hogan ('Hogan Stand') en memoria de Michael Hogan, uno de los futbolistas asesinados.
James "Skankers" Ryan, que había delatado a Clancy y McKnee, fue ajusticiado de un disparo por el IRA en febrero de 1921.
- Datos: Q886799
- Multimedia: Bloody Sunday (1920) / Q886799